# ×Anthrichaerophyllum
×Anthrichaerophyllum je hibridni monotipski biljni rod iz porodice štitarki. Jedina vrsta je ×A. loretii, prvi puta opisana kao Chaerophyllum × loretii Rouy & E.G.Camus. 
Uzgaja se u Francuskoj.

## Sinonimi
- Chaerophyllum × loretii Rouy & E.G.Camus